# Binter CV
Binter CV (in precedenza operante come TICV - Transportes Interilhas de Cabo Verde e fondata nel 2015 come Binter Cabo Verde) è una compagnia aerea regionale di linea e charter, passeggeri e merci con sede a Praia, in Capo Verde. Opera servizi interinsulari (collegamenti tra isole). Il suo hub è situato presso l'Aeroporto Internazionale di Praia Nelson Mandela. Nonostante risulti ancora attiva, la compagnia ha sospeso tutti i voli dalla metà del 2024 e non ha ancora ripreso alcun servizio attivo.

## Storia

### La fondazione
Binter CV è stata fondata nel 2015 come Binter Cabo Verde, una sussidiaria della compagnia aerea spagnola Binter Canarias. Le operazioni sono iniziate il 12 novembre 2016 con voli che collegavano le isole di Santiago, Sal e São Vicente. Binter Cabo Verde ha rilevato i voli interinsulari dopo che TACV ha interrotto le sue operazioni nazionali il 1° agosto 2017 a causa di ristrutturazione e privatizzazione.
Nell'agosto 2019, la compagnia aerea ha cambiato nuovamente il suo nome da Binter Cabo Verde (o Binter CV) a Transportes Interilhas de Cabo Verde (TICV), riprendendo il nome originale. nel giugno 2021, Binter Canarias ha ceduto la compagnia aerea, vendendo la sua quota di maggioranza del 70% alla compagnia aerea angolana "BestFly Worldwide", con il restante 30% di proprietà del governo di Capo Verde. Da allora la compagnia è stata rinominata Bestfly Cabo Verde.

### La sospensione
A metà del 2023, la compagnia ha sospeso per breve tempo la maggior parte dei suoi voli, citando difficoltà operative, ma riprendendoli poco dopo. Successivamente, la compagnia aerea ha annunciato la sospensione di tutte le operazioni dal 19 aprile al 7 maggio 2024, ma da allora non le ha più riprese, stavolta riferendo problemi riguardanti la sicurezza e la manutenzione.

## Destinazioni
Prima della sospensione delle operazioni, Binter CV operava verso le seguenti destinazioni, tutte situate a Capo Verde:
- Boa Vista
- Maio
- Ilha do Sal
- Santiago (hub principale)
- Fogo
- São Nicolau
- São Vicente

## Flotta

### Flotta attuale
A giugno 2025, la flotta di Binter CV è composta dal seguente aeromobile:
| Aereo      | Totale | Ordini | Passeggeri | Note                    |
| ---------- | ------ | ------ | ---------- | ----------------------- |
| ATR 72-500 | 1      | —      | 72         | Attualmente accantonato |

Flotta storica
Binter CV ha operato in precedenza anche con il seguente aeromobile:
- 1 Embraer 190